# Stazione di Bella-Muro
La stazione di Bella-Muro è una stazione ferroviaria ubicata sulla ferrovia Battipaglia-Potenza-Metaponto, a servizio dei comuni di Bella e Muro Lucano.

## Storia
La stazione di Bella-Muro entrò in funzione il 6 novembre 1877 contestualmente all'attivazione del tratto Balvano-Baragiano della linea ferroviaria per Potenza. La stazione funge da bacino di utenza per i paesi della zona del Marmo-Platano a ovest di Potenza (questo per i collegamenti InterCity per Roma e per Taranto) oltre che per i regionali per Salerno, Napoli, Potenza e Taranto. Negli anni 2020 è interessata da lavori di ammodernamento e potenziamento.

## Strutture e impianti
La stazione è dotata di un fabbricato viaggiatori, sede dei servizi di stazione. Il piazzale è composto da tre binari per servizio viaggiatori muniti di banchina con un sottopassaggio dotato di ascensori, oltre a 3 tronchini.

### Servizi[1]
- Biglietteria a sportello
- Biglietteria automatica
- Sala d'attesa
- Servizi igienici
- Bar
- Parcheggio

## Movimento
Nella stazione fermano svariati treni regionali, svolti da Trenitalia nell'ambito del contratto di servizio con le Regioni interessate, nonché alcuni collegamenti a lunga percorrenza, InterCity, operati dalla medesima impresa ferroviaria, con destinazione Roma Termini o Taranto.

## Interscambi
- Fermata servizio autobus Trenitalia[4]
- Fermata autobus extraurbani[1]